# The Silver Bullet (1942)
The Silver Bullet is een Amerikaanse western uit 1942 onder regie van Joseph H. Lewis.

## Verhaal
Silver Jim Donovan en Wild Bill Jones gaan samen op pad om de verkiezingscampagne van Thad Morgan te steunen. De tegenstrever van Morgan is de corrupte Walter Kincaid. Donovan brengt een bezoek aan een arts en vraagt hem om uit te kijken naar een man met een litteken op zijn linkerman, die ooit zijn vader heeft doodgeschoten met een zilveren kogel. Morgan wordt vervolgens vermoord door Kincaid, maar zijn weduwe zet de kiesstrijd voort.

## Rolverdeling
| Acteur            | Personage          |
| ----------------- | ------------------ |
| Johnny Mack Brown | Silver Jim Donovan |
| Fuzzy Knight      | Wild Bill Jones    |
| William Farnum    | Dr. Thad Morgan    |
| Jennifer Holt     | Nancy Lee          |
| LeRoy Mason       | Walter Kincaid     |
| Rex Lease         | Rance Harris       |
| Grace Lenard      | Queenie Canfield   |
| Claire Whitney    | Emily Morgan       |
| Slim Whitaker     | Buck Dawson        |
| Michael Vallon    | Pete Sleen         |